# Agalinis edwardsiana
Agalinis edwardsiana är en snyltrotsväxtart som beskrevs av Francis Whittier Pennell. Agalinis edwardsiana ingår i släktet Agalinis och familjen snyltrotsväxter. Inga underarter finns listade i Catalogue of Life.